# Notre-Dame-des-Anges (Anjou)
Pour les articles homonymes, voir Notre-Dame-des-Anges (homonymie).

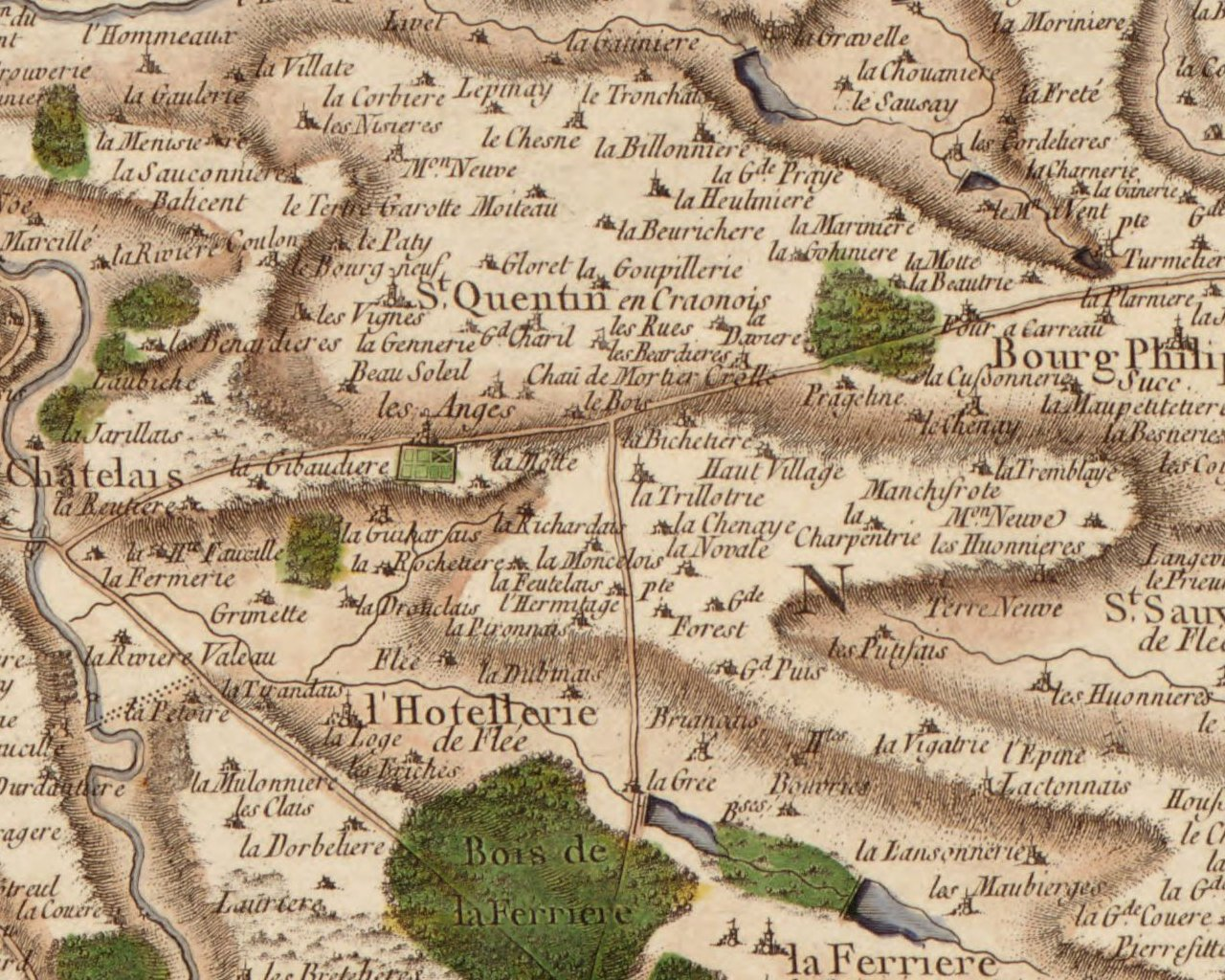
Carte de Cassini centrée sur les Anges (vers 1750).

Le couvent Notre-Dame-des-Anges en Anjou, fondé par Pierre de Rohan au début du XVIe siècle était situé sur la crête séparant les paroisses de Saint-Quentin et de L'Hôtellerie-de-Flée.

## Description
La tradition veut que ce soit pour exaucer un vœu de sa première femme, Françoise de Porhouët, morte en 1497 que Pierre de Rohan ait entrepris la construction du couvent à côté de son château de Mortiercrolles.
Suivant les versions, ce vœu portait soit sur le retour de Pierre parti en pèlerinage à Saint-Jacques-de-Compostelle soit sur l'espoir de concevoir un enfant.
Même s'il est possible que ce soit dans le but d'ériger le domaine de Mortiercrolle en baronnie (avec l'apport de Châtelais), c'est aussi par dévotion que Pierre de Rohan fit construire le couvent ainsi que le mentionne son testament :

« Item, et au cas que je décèderois avant que le convent des Anges pres Mortiercroule fut fait et accompli,
je veuil et ordonne que ledit convent soit achevé et accompli à mes depens, selon l'article du testament de feu ma femme, 
qui fait mention de la construction dudit convent (...) »

— Testament du maréchal de Gié.
L'église très fréquentée jusqu'au début du XVIIe siècle possédait parmi ses reliques, une épine de la Sainte Couronne.
Il ne reste presque rien aujourd'hui du couvent Notre-Dame-des-Anges, l'église et la majeure partie des bâtiments claustraux ont disparu. Sur le hameau des Anges, côté sud (commune de L'Hôtellerie-de-Flée), quelques pierres témoignent encore de ce passé monastique.
À noter : Le nom de Saint-Quentin-les-Anges (commune la plus proche autrefois appelée Saint Quentin) fut donné par délibération du conseil municipal en date du 7 mars 1937 : « Le conseil répondant à la demande de Monsieur le Préfet du 12 janvier 1937, concernant l'adjonction au nom de la commune pour diminuer les chances d'erreurs du service postal, propose que dorénavant la commune se nomme : Saint Quentin les Anges, en raison de l'importance du village des Anges et en l'honneur du Couvent établi aux Anges… »

## Historique[3],[4]

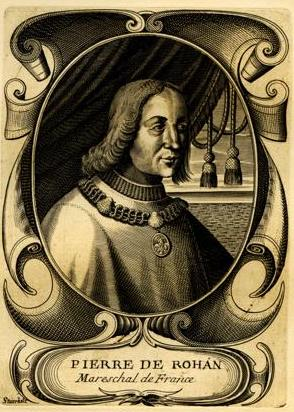
Pierre de Rohan, Maréchal de France, né au château de Mortiercrolles en 1451, représenté avec le collier de l'Ordre de Saint-Michel
Gravure de F. Stuerhelt (XVIIe siècle)

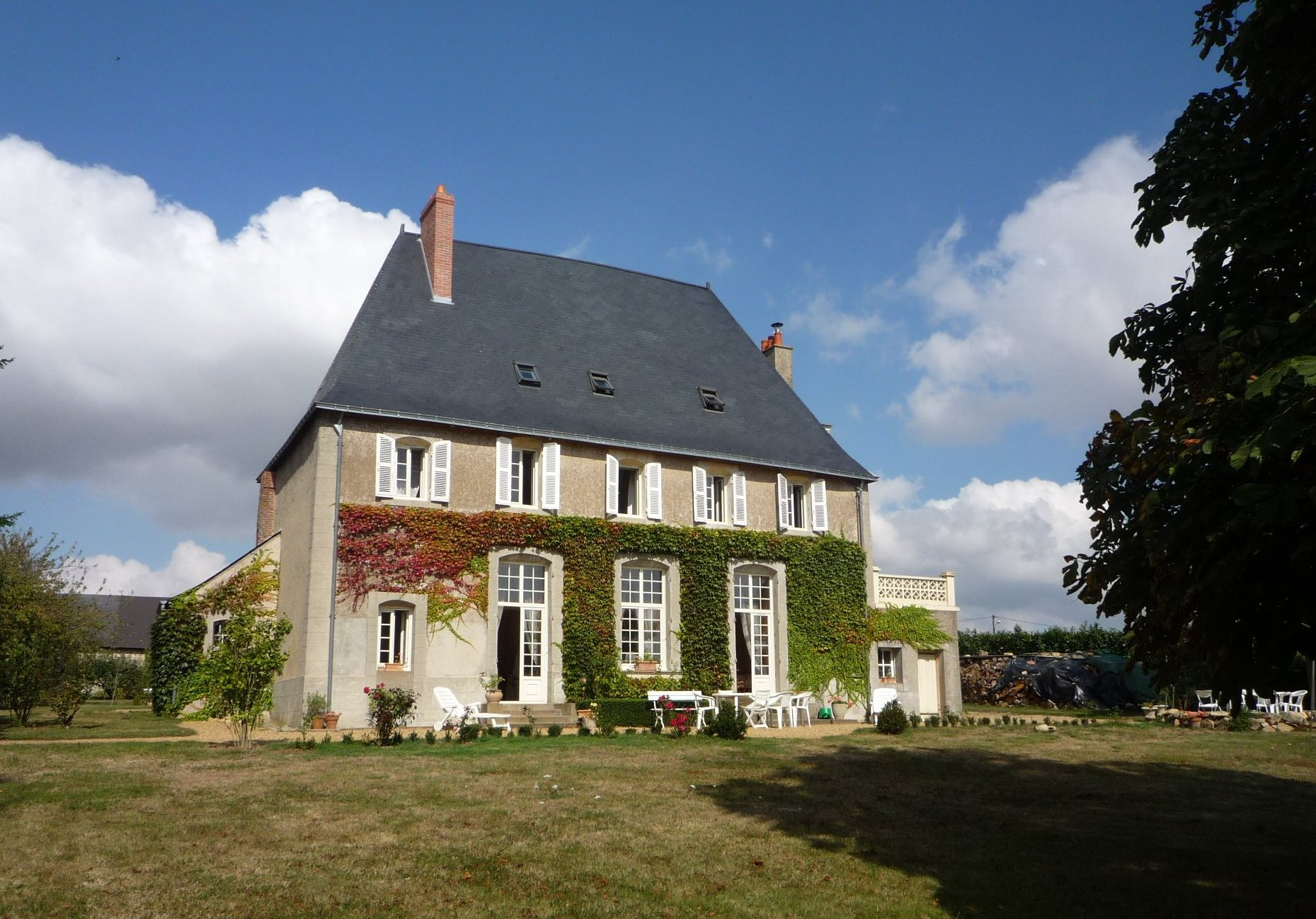
Logis en pavillon actuel (ancien logis principal du couvent)

En l'an 1489 : Pierre de Rohan Seigneur de Gié et du Verger en Anjou fait bâtir l'église et le couvent des Anges près de son château de Mortiercrolles en la commune de Saint Quentin pour des cordeliers.
31 mars 1500 : Bulle du pape Alexandre VI autorisant l'édification d'un monastère près du château de château de Mortiercrolles avec une église, un petit clocher, une cloche, un cloître, un réfectoire, un dortoir, avec des jardins et autres commodités nécessaires pour un couvent et d'en laisser prendre possession aux frères Mineurs de l'Observance (franciscains ou cordeliers).
6 octobre 1504 : François de Rohan (fils de Pierre de Rohan et de Françoise de Porhouët), archevêque de Lyon et évêque d'Angers se trouve au nouveau monastère des Anges et agit en faveur des religieux pour qu'ils puissent prêcher et quêter librement en leur église et en rappelle l'appartenance aux Quatre Mendiants.
23 novembre 1512 : le bâtiment étant achevé et la maison meublée, l'église est consacrée au nom de Notre-Dame-des-Anges par l'évêque de Léon Jean de Kermavan sur pouvoir de François de Rohan, Primat des Gaules.
22 avril 1513 : Mort de Pierre de Rohan.
1519 : Christophe de Forlieri, général de tout l'Ordre, accorde des indulgences pour ceux qui visitent l'église des Anges et y font aumônes.
1549 : Alors que les religieux sont sujets à des menaces de gens de la "nouvelle doctrine" (Huguenots), le mandement de 1504 est confirmé par une sentence du Sénéchal d'Anjou, Jean de Daillon (petit-fils de Jehan de Daillon), comte du Lude, le 28 janvier, avec ordre à ses officiers de les protéger. 
1637 : Le village des Anges, avec auditoire pour la seigneurie s'établit sur la commune de Saint Quentin .
1671 : Le logis principal, appelé aussi le Pavillon, a été remanié (date portée). 
fin XVIIe siècle : L'église Notre-Dame-des-Anges est encore très fréquentée ainsi que l'indique Joseph Grandet (1646-1724).
1731 : le couvent compte encore 4 Pères et 2 Frères.
Au cours du XVIIIe siècle et jusqu'à la Révolution : le couvent sert de prison (ou maison de force pour les jeunes gens, selon Célestin Port). 
1791 : Le monastère est vendu nationalement à Charles Hamon, il ne comptait en 1790 que 4 religieux (les pères Renou, Lebourdais-Durocher, Hayer et Leroy).
1792 : le couvent est incendié par les chouans de Cottereau pour se venger de Charles Hamon.
1795 : le couvent est à nouveau incendié.
1812 : (ou 1813) l'église Notre-Dame-des-Anges est détruite par Charles Hamon.
Aujourd'hui: seul le logis en pavillon avec un mur de clôture (ancien prieuré, bâtiment remanié à la fin du XVIIIe siècle) et ce qui fut probablement la maison Saint-Jacques, première maison bâtie dans le complexe conventuel vers 1490 à l'ouest du logis principal, sont encore visibles. L'emplacement de l'église disparue reste imprécis.
Indulgences Plénières accordées par les souverains pontifes:
- 12 janvier 1617 : Paul V à l'occasion de la fête de la Visitation de Notre-Dame
- 25 octobre 1619 : Paul V à l'occasion de la fête de l'Assomption
- 15 juin 1624 : Urbain VIII pour le jour de la Conception
- 8 février 1634 : Urbain VIII pour le jour de la Nativité
- 15 janvier 1660 : Alexandre VII

Fête le 2 août:
C'est le jour où les franciscains célèbrent Notre Dame des Anges à la Portioncule (Assise, Italie). La « fête du Pardon » a été concédée à saint François comme un privilège par le pape, à la suite d'une apparition en songe de la Vierge à François.